# Valdieu-Lutran
Valdieu-Lutran est une commune française, située dans l'aire d'attraction de Mulhouse et faisant partie de la collectivité européenne d'Alsace (circonscription administrative du Haut-Rhin), en région Grand Est.
Cette commune se trouve dans la région historique et culturelle d'Alsace.

## Géographie

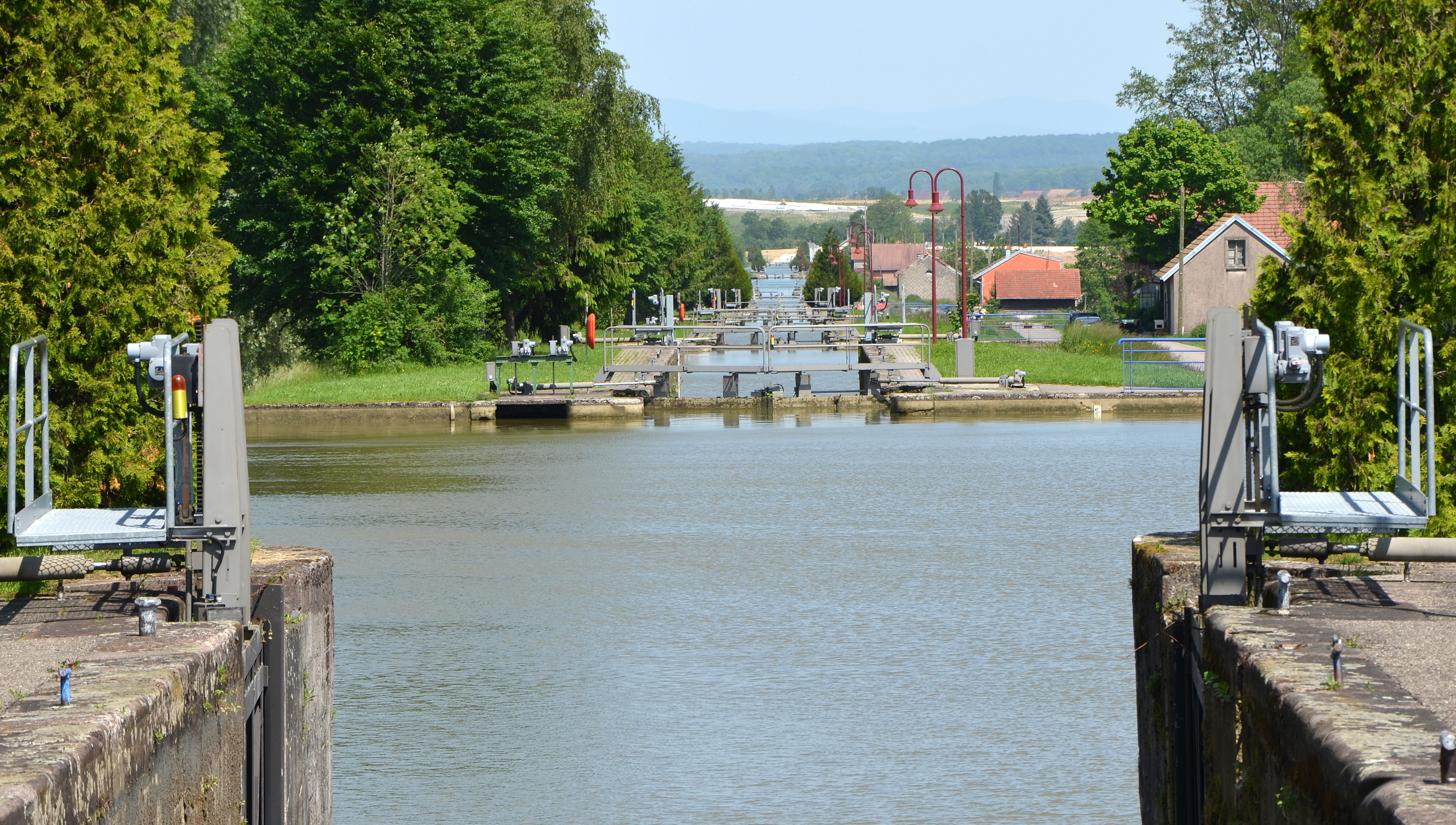
Échelle d'écluses sur le canal du Rhône au Rhin à Valdieu-Lutran.

Le village de Valdieu-Lutran se situe dans le Sundgau, dans le sud de l’Alsace, à l’entrée de la trouée de Belfort, sur la ligne de partage des eaux entre les bassins du Rhin et de la Saône, et donc entre mer du Nord et Méditerranée. Le seuil de Valdieu est ainsi le point le plus bas de la trouée de Belfort, entre les massifs du Jura et des Vosges. Cette situation géographique en a longtemps fait un point de passage obligé entre le sud de l’Alsace et la Franche-Comté, ce qui explique la présence conjuguée de trois voies de communication : la route de Belfort à Bâle en Suisse, la voie ferrée reliant Belfort à Mulhouse et le canal du Rhône au Rhin.
La localité se trouve au cœur de la frontière linguistique qui sépare les habitants qui s’exprimaient autrefois en patois roman (et plus tard en français) de ceux qui parlent encore assez fréquemment le dialecte alsacien.
Le centre de l’ancien village de Lutran est implanté à un kilomètre au sud de Valdieu.
| Chavannes-sur-l'Étang |                | Elbach     |
| Montreux-Vieux        | Valdieu-Lutran | Retzwiller |
| Magny                 |                | Romagny    |

### Hydrographie

#### Réseau hydrographique
La commune est traversée par la ligne de partage des eaux entre les bassins versants du Rhin et de la Saône au sein respectivement du bassin Rhin-Meuse et du bassin Rhône-Méditerranée-Corse. Elle est drainée par le canal du Rhône au Rhin, la Lutter, la Gruebaine et le canal d'alimentation du canal du Rhône au Rhin,,.
Le canal du Rhône au Rhin est un canal français qui relie la Saône, affluent navigable du Rhône, au Rhin, par la vallée du Doubs et son prolongement en Haute Alsace jusqu'à Niffer sur le Rhin, un autre prolongement rejoignant Strasbourg par la canalisation de l'Ill. La commune est sur la section qui relie Saint-Symphorien-sur-Saône à Strasbourg. 
La Lutter, d'une longueur de 11 km, prend sa source dans la commune de Strueth et se jette  dans le canal du Rhône au Rhin à Magny, après avoir traversé dix communes. 

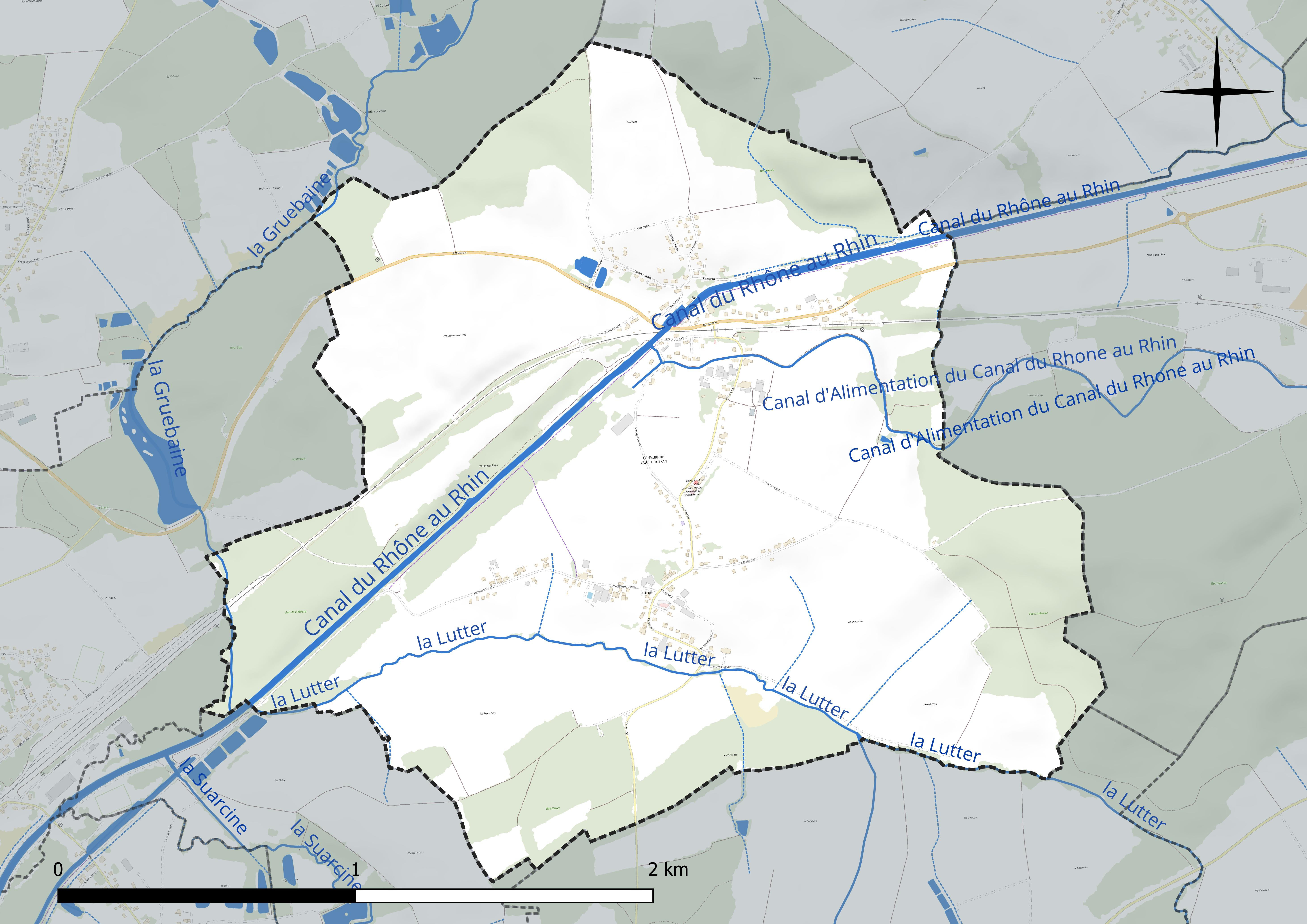
Réseau hydrographique de Valdieu-Lutran.

#### Gestion et qualité des eaux
Le territoire communal est couvert par le schéma d'aménagement et de gestion des eaux (SAGE) « Largue ». Ce document de planification concerne le bassin versant de la Largue et une zone située à l'ouest du périmètre (la région de Montreux). Ce territoire s'étend sur 385 km2. Le périmètre a été arrêté le 4 mars 1996 et le SAGE proprement dit a été approuvé le 24 septembre 1999 puis révisé le 17 mai 2016. La structure porteuse de l'élaboration et de la mise en œuvre est le Syndicat mixte pour l'aménagement et la renaturation du bassin versant de la Largue et du secteur de Montreux, qui a évolué en Epage le 1er janvier 2018, sous le nom de Epage Largue. 
La qualité des cours d’eau peut être consultée sur un site dédié géré par les agences de l’eau et l’Agence française pour la biodiversité. 

### Climat
Pour des articles plus généraux, voir Climat du Grand Est et Climat du Haut-Rhin.
En 2010, le climat de la commune est de type climat des marges montargnardes, selon une étude du Centre national de la recherche scientifique s'appuyant sur une série de données couvrant la période 1971-2000. En 2020, Météo-France publie une typologie des climats de la France métropolitaine dans laquelle la commune est exposée à un climat semi-continental et est dans la région climatique  Vosges, caractérisée par une pluviométrie très élevée 1 500 à 2 000 mm/an) en toutes saisons et un hiver rude (moins de 1 °C). 
Pour la période 1971-2000, la température annuelle moyenne est de 9,8 °C, avec une amplitude thermique annuelle de 17,6 °C. Le cumul annuel moyen de précipitations est de 953 mm, avec 10,9 jours de précipitations en janvier et 9,9 jours en juillet. Pour la période 1991-2020, la température moyenne annuelle observée sur la station météorologique de Météo-France la plus proche, « Novillard_sapc », sur la commune de Novillard à 7 km à vol d'oiseau, est de 10,7 °C et le cumul annuel moyen de précipitations est de 909,2 mm. 
La température maximale relevée sur cette station est de 38 °C, atteinte le 4 août 2022 ; la température minimale est de −18,1 °C, atteinte le 20 décembre 2009,,. 
Les paramètres climatiques de la commune ont été estimés pour le milieu du siècle (2041-2070) selon différents scénarios d'émission de gaz à effet de serre à partir des nouvelles projections climatiques de référence DRIAS-2020. Ils sont consultables sur un site dédié publié par Météo-France en novembre 2022.

## Urbanisme

### Typologie
Au 1er janvier 2024, Valdieu-Lutran est catégorisée commune rurale à habitat dispersé, selon la nouvelle grille communale de densité à sept niveaux définie par l'Insee en 2022.
Elle est située hors unité urbaine. Par ailleurs la commune fait partie de l'aire d'attraction de Mulhouse, dont elle est une commune de la couronne,. Cette aire, qui regroupe 132 communes, est catégorisée dans les aires de 200 000 à moins de 700 000 habitants,.

### Occupation des sols
L'occupation des sols de la commune, telle qu'elle ressort de la base de données européenne d’occupation biophysique des sols Corine Land Cover (CLC), est marquée par l'importance des territoires agricoles (57,9 % en 2018), en diminution par rapport à 1990 (68,6 %). La répartition détaillée en 2018 est la suivante : 
terres arables (42 %), forêts (31,4 %), zones agricoles hétérogènes (15,9 %), zones urbanisées (10,7 %). L'évolution de l’occupation des sols de la commune et de ses infrastructures peut être observée sur les différentes représentations cartographiques du territoire : la carte de Cassini (XVIIIe siècle), la carte d'état-major (1820-1866) et les cartes ou photos aériennes de l'IGN pour la période actuelle (1950 à aujourd'hui).

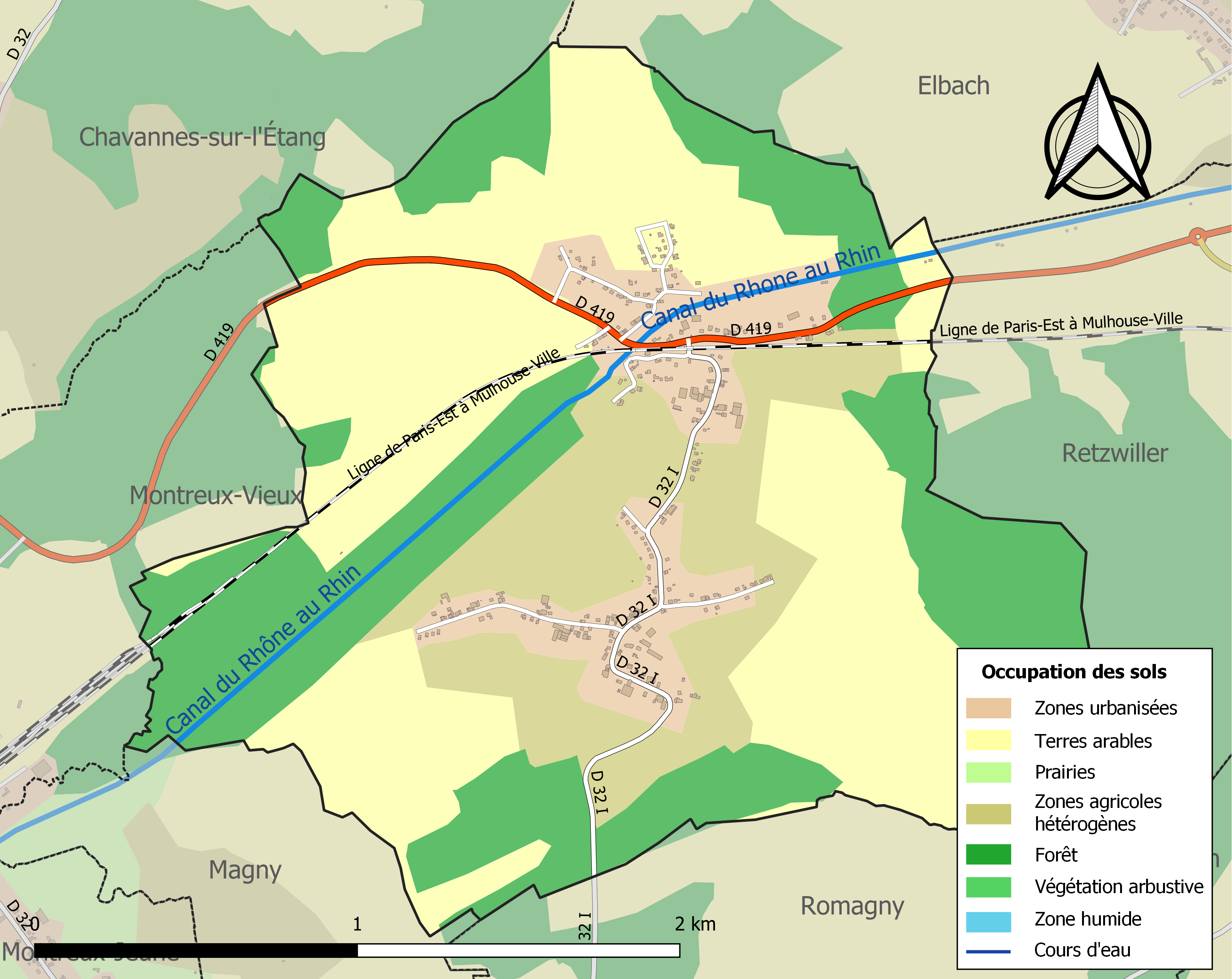
Carte des infrastructures et de l'occupation des sols de la commune en 2018 (CLC).

## Toponymie
- Valdieu : Zu Ponnern (1456), Zu Bronnern oder Grun bey Getzthal (1562), Gotstal (1576), Vallis Dei ordinis Sancti Benedicti (1320), Gruen (1394), Grůn (1421), Vauldieu (1580), Vauldey (1402), en allemand : Grun im Gottesthal[20].
- Lutran : Ludra (1249), Luttram (XVe siècle), Lutran (1418), Lutter (1458), Lutter bei Gotzthal (1564), Luttrans (1793), en allemand : Lutteren[20].
- En alsacien : Grüene-Lüttre ou Grien-Lüttre.

## Histoire
La commune est créée le 1er janvier 1973 par fusion des anciennes communes de Valdieu et de Lutran.
Les deux entités ont une histoire commune bien antérieure à la fusion administrative de 1973. Les deux paroisses sont réunies en une seule dès 1775. L'église commune est érigée à Lutran entre 1774 à 1775. Par ailleurs, l’actuelle mairie et ancienne école intercommunale, construite en 1910, a longtemps été isolée à mi-chemin entre les deux villages. Ces bâtiments, comme la salle des fêtes, étaient partagés et administrés par les deux communes bien avant la fusion.
La Lutter, petit ruisseau qui traverse le village, a donné son nom à Lutran. Cette localité était mentionnée pour la première fois au XIIe siècle. Au XIIIe siècle fut fondée l’abbaye bénédictine Notre-Dame de Valdieu par Agnès de Commercy. La petite agglomération qui s’est développée autour de cette abbaye prit le nom de Valdieu. La construction de l’abbaye a été achevée vers 1258 et le site abandonné vers 1560. Vendu puis détruit lors de la révolution française, il n’en subsiste de nos jours aucun vestige visible.
Le réel développement de la localité de Valdieu a été consécutif au creusement du canal du Rhône au Rhin au début du XIXe siècle. Un petit port, le bassin de Valdieu, achevé en 1829, permettait d’amarrer des péniches. La construction, entre 1855 et 1858, de la voie ferrée qui se trouvait à proximité immédiate apporta au village un certain essor.
Après la guerre franco-prussienne de 1870, et malgré le fait qu’ils appartenaient à l’époque à l’arrondissement de Belfort, les villages de Lutran et de Valdieu deviennent allemands comme toute l’Alsace et une partie de la Lorraine. À la suite du traité de Francfort du 10 mai 1871, l’administration est confiée à l’empire allemand comme dans le reste du Haut-Rhin. La langue allemande est alors imposée progressivement.
Lors du premier conflit mondial, en 1914, le village se situe à quelques kilomètres seulement d'un front assez calme où se déroulera néanmoins une bataille meurtrière au lieu-dit le Moulin de la Gaille à Magny.
Après le traité de Versailles, le 28 juin 1919, les deux communes redeviennent françaises mais sont rattachées à l’arrondissement d'Altkirch dans le Haut-Rhin et non plus à celui de Belfort comme avant 1870.
Dès le début de la Seconde Guerre mondiale en 1940, le village est à nouveau occupé puis annexé au Troisième Reich allemand. Au cours de sa retraite, l'armée française fait sauter le pont du canal à Valdieu. Commence alors la germanisation comme dans le reste de l'Alsace. Le village est regroupé en une seule commune sous le nom de Gottesthal. Les noms patronymiques à consonance française sont germanisés dans les actes d'état civil et même le port du béret basque est prohibé.
La libération du village par la 1re armée française intervient le 27 novembre 1944 après une semaine de combats environ.
Les activités liées à la présence du canal du Rhône au Rhin se maintiennent jusqu'au déclin du trafic dans les années soixante-dix. La fermeture puis la destruction de la gare ferroviaire interviennent en 1970.
Le projet de construction d'un nouveau canal à grand gabarit, lancé en 1961 et déclaré d'utilité publique en 1978, fait naître une opposition importante dans la commune et les environs, sous l'impulsion des mouvements écologistes et des défenseurs de la nature. Le site de Valdieu était particulièrement concerné car sa situation géographique imposait la construction d'une nouvelle écluse en aval du village. En 1997, ce projet est définitivement abandonné sur décision du ministre de l'Environnement et de l'Aménagement du territoire.
Le village vit désormais au rythme de la navigation de plaisance et des activités sportives et de loisirs développées aux abords du canal, avec notamment la piste cyclable aménagée sur l'ancien chemin de halage. Cette piste fait partie intégrante de la véloroute EuroVelo 6 reliant Saint-Nazaire à Constanţa. Elle permet de rejoindre de nombreux autres itinéraires cyclables en Alsace, Franche-Comté, Suisse et Allemagne. Elle est partiellement fermée depuis septembre 2013 pour cause d'effondrement, mais une déviation a été mise en place sur quelques kilomètres.
Les activités de la commune sont essentiellement agricoles (élevage, céréales).

## Politique et administration

### Maires de Lutran
| Période | Période | Identité                | Étiquette | Qualité |
| ------- | ------- | ----------------------- | --------- | ------- |
| 1800    | 1803    | Louis Faudrot           |           |         |
| 1803    | 1805    | Joseph Viron            |           |         |
| 1805    | 1820    | Louis Gautherat         |           |         |
| 1820    | 1830    | Jean-Pierre Beuret      |           |         |
| 1830    | 1835    | François Couchot        |           |         |
| 1835    | 1837    | Joseph Viron            |           |         |
| 1837    | 1856    | Denis Gautherat         |           |         |
| 1856    | 1857    | Louis Barnabe           |           |         |
| 1857    | 1860    | François Gautherat      |           |         |
| 1860    | 1871    | Denis Gautherat         |           |         |
| 1871    | 1876    | Auguste Viron           |           |         |
| 1876    | 1884    | Pierre Célestin Beuglet |           |         |
| 1884    | 1887    | Joseph Barnabe          |           |         |
| 1887    | 1902    | François Couchot        |           |         |
| 1902    | 1929    | Célestin Gautherat      |           |         |
| 1929    | 1941    | Camille Bouvier         |           |         |
| 1941    | 1945    | Siège vacant            |           |         |
| 1945    | 1971    | Camille Bouvier         |           |         |
| 1971    | 1972    | Paul Barnabe            |           |         |

### Maires de Valdieu
| Période | Période | Identité            | Étiquette | Qualité |
| ------- | ------- | ------------------- | --------- | ------- |
| 1800    | 1804    | Thiébaut Lemmelet   |           |         |
| 1804    | 1816    | Joseph Lemmelet     |           |         |
| 1816    | 1819    | Joseph Faivre       |           |         |
| 1819    | 1844    | Jean Joseph Faivre  |           |         |
| 1845    | 1848    | Louis Lemmelet      |           |         |
| 1848    | 1851    | Jean-Pierre Bouvier |           |         |
| 1851    | 1865    | Louis Barnabe       |           |         |
| 1865    | 1871    | Jacques Paclez      |           |         |
| 1871    | 1876    | Denis Lemmelet      |           |         |
| 1876    | 1885    | Célestin Faivre     |           |         |
| 1885    | 1896    | Louis Barnabe       |           |         |
| 1896    | 1919    | Alfred Faivre       |           |         |
| 1919    | 1945    | Louis Centlivre     |           |         |
| 1945    | 1964    | Justin Gautherat    |           |         |
| 1964    | 1971    | Joseph Faivre       |           |         |
| 1971    | 1972    | Julien Thiebaud     |           |         |

### Maires de Lutran-Valdieu
| Période | Période                   | Identité                                          | Étiquette | Qualité |
| ------- | ------------------------- | ------------------------------------------------- | --------- | ------- |
| 1973    | 2001                      | Julien Thiebaud                                   |           |         |
| 2014    | En cours (au 2 août 2025) | Florent Lachaussee Réélu pour le mandat 2020-2026 |           |         |

## Démographie

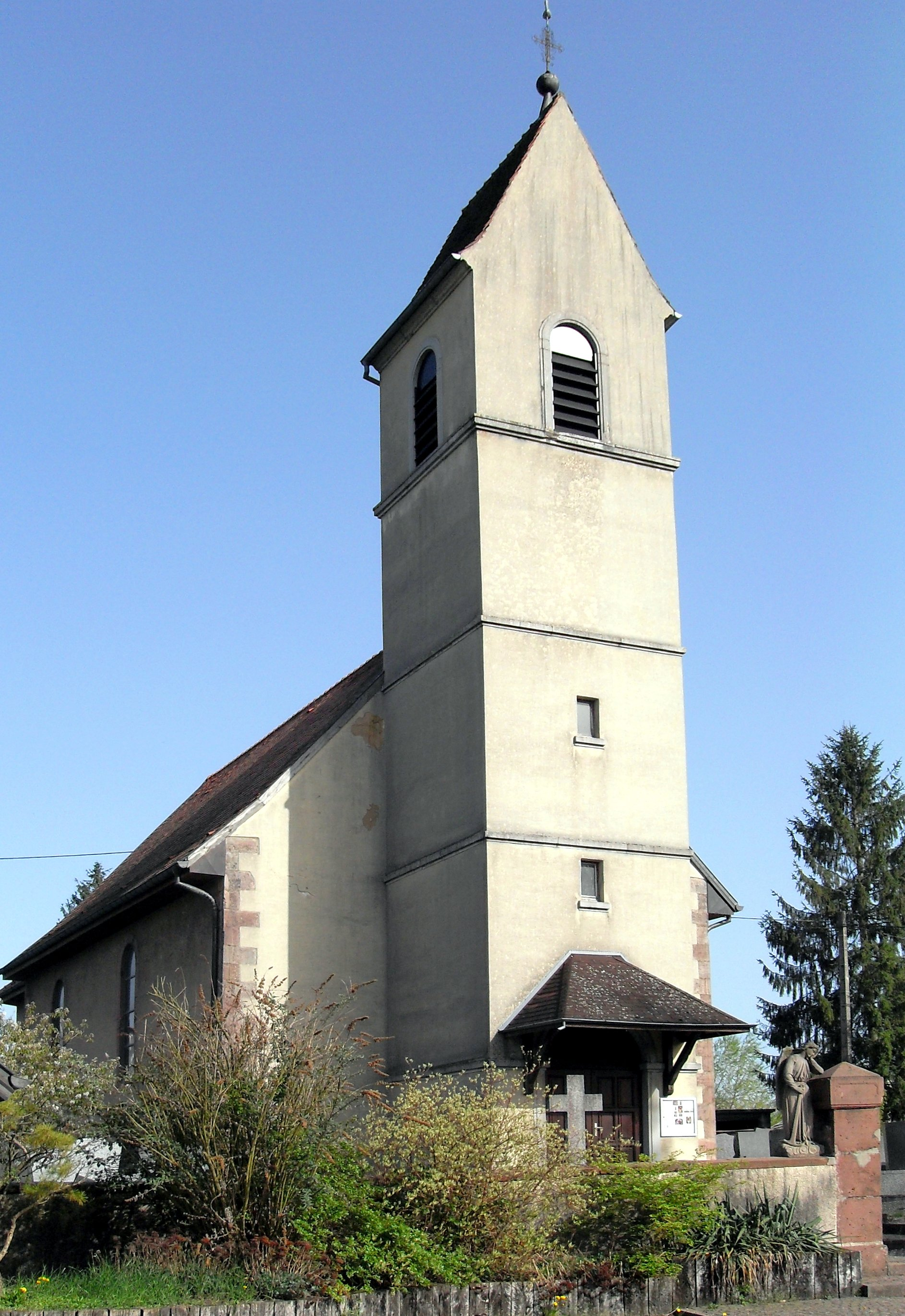
L'église Saint-Joseph à Lutran.

L'évolution du nombre d'habitants est connue à travers les recensements de la population effectués dans la commune depuis 1793. Pour les communes de moins de 10 000 habitants, une enquête de recensement portant sur toute la population est réalisée tous les cinq ans, les populations de référence des années intermédiaires étant quant à elles estimées par interpolation ou extrapolation. Pour la commune, le premier recensement exhaustif entrant dans le cadre du nouveau dispositif a été réalisé en 2005.

En 2022, la commune comptait 423 habitants, en évolution de +0,71 % par rapport à 2016 (Haut-Rhin : +0,66 %, France hors Mayotte : +2,11 %).
| 1793 | 1800 | 1806 | 1821 | 1831 | 1836 | 1841 | 1846 | 1851 |
| ---- | ---- | ---- | ---- | ---- | ---- | ---- | ---- | ---- |
| 241  | 265  | 270  | 262  | 291  | 269  | 239  | 243  | 259  |

| 1856 | 1861 | 1866 | 1871 | 1875 | 1880 | 1885 | 1890 | 1895 |
| ---- | ---- | ---- | ---- | ---- | ---- | ---- | ---- | ---- |
| 223  | 214  | 206  | 186  | 178  | 148  | 146  | 141  | 128  |

| 1900 | 1905 | 1910 | 1921 | 1926 | 1931 | 1936 | 1946 | 1954 |
| ---- | ---- | ---- | ---- | ---- | ---- | ---- | ---- | ---- |
| 136  | 120  | 118  | 122  | 122  | 131  | 137  | 131  | 133  |

| 1962 | 1968 | 1975 | 1982 | 1990 | 1999 | 2005 | 2006 | 2010 |
| ---- | ---- | ---- | ---- | ---- | ---- | ---- | ---- | ---- |
| 143  | 132  | 245  | 259  | 274  | 305  | 358  | 349  | 391  |

| 2015 | 2020 | 2022 | - | - | - | - | - | - |
| ---- | ---- | ---- | - | - | - | - | - | - |
| 395  | 431  | 423  | - | - | - | - | - | - |

## Culture locale et patrimoine

### Lieux et monuments
Principale curiosité du village, l'échelle d'écluses du canal du Rhône au Rhin. Constituée de 12 écluses entre Valdieu et Wolfersdorf, elle permet aux péniches de franchir un dénivelé de 30 mètres sur trois kilomètres.

### Héraldique
| Blason de Valdieu-Lutran | Les armes de Valdieu-Lutran se blasonnent ainsi : « Parti, au 1er d'argent à la rose à quatre pétales de gueules barbée et boutonnée d'or, au 2d d'azur à la fleur de lys d'or, le bâton pastoral d'or de saint Robert posé sur la partition. » |